# Brocciu

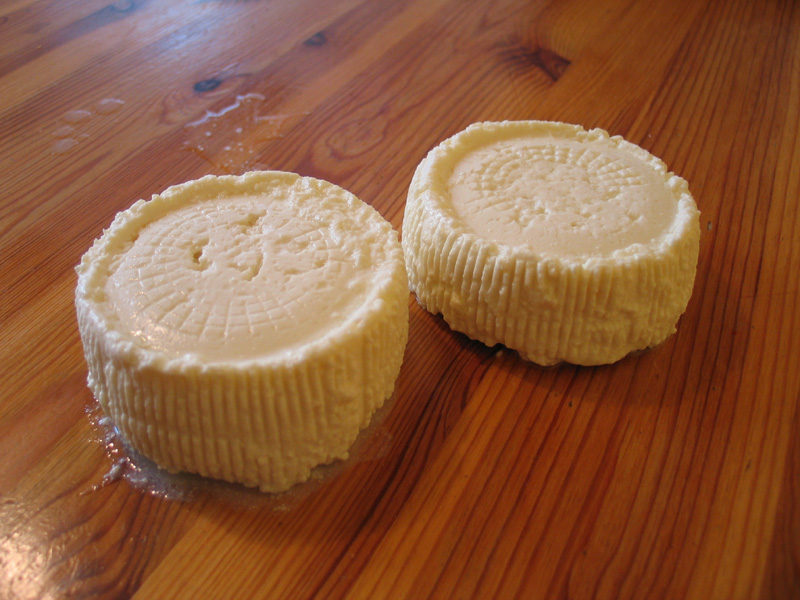
Brocciu

Brocciu (Aussprache auf Französisch: bRɔtʃʊ oder bRɔtʃjʊ; auf Korsisch bɾʊtʃ) oder auch Brocciu corse ist ein Käse aus roher Schaf- oder Ziegenmilch, der zu den bekanntesten korsischen Spezialitäten gehört. Der sogenannte „König der korsischen Käse“ ist seit 1983 ein AOC- bzw. seit 1996 ein g.U.-Molkenkäse, der dem provenzalischen Frischkäse Brousse du Rove ähnlich ist. Der korsische Name hat dieselbe Herkunft.

## Brocciu-Varianten
- Brocciu (frisch)

Üblicherweise wird er 2 bis 3 Tage nach der Herstellung verzehrt, süß oder gesalzen, kalt oder warm. In der Regel servieren ihn die Korsen nach dem Hauptgang mit einer Feigenmarmelade. Auch als Dessert ist er beliebt. Beim Frühstück hat sich Brocciu mit Pfeffer eingebürgert.
- Brocciu passu (gereift)

Er heißt Brocciu passu, nachdem er 21 Tage lang gereift hat. Dann bildet sich ein feiner weißlicher Film. Gereifter Brocciu ist auch als würziger Vieux Brocciu erhältlich. Er wird mit Salz haltbar gemacht und als Füllung für Speisen verwendet, z. B. für Omeletts (Omelette au Broucciu mit Pfefferminze), Ravioli, Beignets (Fritelli a Gaju Frescu), Tartes usw.
In der Hauptsaison vom Herbst bis zum Frühling ist er frisch als Dessert erhältlich oder wird für den Fiadone verwendet, einen korsischen Käsekuchen ohne Boden. Die bekanntesten Sorten heißen Bastelicaccia, Coscionu, Niolo und Sartenais.
Wenn früher ein korsisches Paar heiraten wollte, trafen sich die Familien, um das anstehende Ereignis gebührend zu feiern – bei Brocciu-Beignets. Beim ersten Bissen war die Verlobung besiegelt.

## Herstellung
Seit 2006 stammt die Milch ausschließlich von Schafen der Rasse Corse und Ziegen der Rasse Corse. Die Herstellung des Brocciu beginnt, wenn die Mutterschafe und -zicken zwischen September und Dezember Junge werfen. Im späten Sommer lammen zuerst die Schafe in den Tälern und auf der Ebene; zuletzt zickeln die Ziegen aus dem Mittelgebirge im Dezember. Eine zweite Lammperiode etwa drei Monate später erhöht die Zahl der zu melkenden Tiere. In einigen Mikroregionen kann Brocciu auch im Sommer hergestellt werden, nämlich in der Casinca, der Castagniccia und auf den höher gelegenen Bergweiden. Andernfalls verändern die Schafzüchter den natürlichen Zyklus der Tiere, um den Brocciu auch in der touristischen Sommersaison anbieten zu können. Dies ermöglicht die Käseherstellung von April bis Ende Oktober.
Die Milch kommt in ein großes Gefäß und bei der richtigen Temperatur wird dann Lab hinzugefügt. Die Milch gerinnt, und der Bruch sinkt auf den Boden, während die Molke darüber steht. Diese Molke wird in einen Kupferkessel abgegossen und auf 65 °C erhitzt, um das übriggebliebene Lab zu eliminieren. Dann wird etwas Salz zugefügt und bis zu einem Viertel (im Verhältnis zur Molke) der Milch vom Vorabend (u purricciu).
Dieses Verfahren verlangt Jahre der Erfahrung, denn der Augenblick, in dem die Milch hinzugefügt wird, bestimmt die Qualität des Brocciu. Beim weiteren Erhitzen verfestigt sich die Molke etwas. Bei gut 80 °C flocken die Proteine des Laktoserums aus. Die Teilchen, die zum Brocciu werden, steigen wirbelnd an die Oberfläche. Der Käser entfernt den Schaum und sammelt den Brocciu mit Hilfe einer großen Holzkelle (u coppulu). Den Kelleninhalt füllt er in Abtropfformen (fattoghje). Sind alle Formen voll, stürzt er jeweils eine in eine andere, um die Menge darin zu verdoppeln. Die Laibe wiegen zwischen 250 Gramm und drei Kilogramm. Sie sind verzehrfertig, sobald sie abgetropft sind. Der Fettgehalt beträgt mindestens 40 % in der Trockenmasse.
2023 wurden 407 Tonnen Brocciu erzeugt, davon 144 Fermier.

## Brousse
Außerhalb der Saison gibt es abgepackten Brousse, der fast genauso aussieht und schmeckt wie Brocciu, aber deutlich preiswerter ist und mit Milchpulver hergestellt wird.